# Gary Johnson
Gary Johnson (Hammersmith, 28 de setembro de 1955) é um treinador de futebol inglês.

## Carreira
Sem experiência como jogador, Johnson sempre teve sua carreira montada no banco de reservas. A primeira equipe treinada por ele foi o Cambridge United, entre 1993 e 1995. Depois treinou o Kettering Town (1995-96), a Seleção da Letônia (1999-2001) e o Yeovil Town (2001-05). Hoje comanda o Bristol City.
Em 25 de abril de 2001, durante as eliminatórias para a Copa de 2002, a Letônia jogava contra a Seleção de San Marino, a pior de toda a Europa. Os letões aguardavam mais um verdadeiro "massacre" sobre o time azul-claro. Porém, não foi isso o que ocorreu: apesar de terem aberto o placar com Marians Pahars, logo no início, já se esperava uma goleada, mas, no entanto, San Marino se fechou totalmente na defesa e a recompensa veio aos 59 minutos de jogo: Nicola Albani marcou o gol do empate para a Sereníssima. Enquanto os samarineses festejavam o empate como se tivessem conquistado um título, a Federação Letã de Futebol, irritada com tal resultado, acabou demitindo Johnson ainda no vestiário. Terminava a breve passagem do inglês no comando de uma seleção nacional.

## Títulos
Yeovil Town
- Football League One play-offs: 2012–13
- Football League Two: 2004–05
- Football Conference: 2002–03
- FA Trophy: 2001–02